# Sherbournia streptocaulon
Sherbournia streptocaulon är en måreväxtart som först beskrevs av Karl Moritz Schumann, och fick sitt nu gällande namn av Frank Nigel Hepper. Sherbournia streptocaulon ingår i släktet Sherbournia och familjen måreväxter. Inga underarter finns listade i Catalogue of Life.